# Елховка (приток Черняницы)
Елховка — река в России, протекает в Котельничском районе Кировской области. Устье реки находится в 18 км по левому берегу реки Черняница. Длина реки составляет 18 км, площадь водосборного бассейна 112 км².
Исток реки южнее посёлка Карпушино (Карпушинское сельское поселение) в 13 км к западу от Котельнича. Река течёт на северо-восток и восток, протекает посёлок Карпушино и деревни Малая Мельница, Ярушниковы. Притоки — Жилка, Чернушка (левые). Впадает в Черняницу в 8 км к северу от Котельнича.

## Данные водного реестра
По данным государственного водного реестра России относится к Камскому бассейновому округу, водохозяйственный участок реки — Вятка от города Киров до города Котельнич, речной подбассейн реки — Вятка. Речной бассейн реки — Кама.
Код объекта в государственном водном реестре — 10010300312111100036055.